# Savonnières
 Savonnières  es una población y comuna francesa, situada en la región de  Centro, departamento de Indre y Loira, en el distrito de Tours y cantón de Ballan-Miré.

## Demografía
| 1116 | 1260 | 1446 | 1813 | 2030 | 2558 |
| Para los censos de 1962 a 1999 la población legal corresponde a la población sin duplicidades (Fuente: INSEE [Consultar]) |      |      |      |      |      |